# Ronde van Italië 2025/Eerste etappe
De eerste etappe van de Ronde van Italië 2025 vond plaats op 9 mei. De etappe werd gewonnen door de Deen Mads Pedersen, die Wout van Aert voorbleef in de sprint.

## Parcours
De etappe startte in Durrës en liep geheel over Albanees grondgebied. Het was de eerste keer dat de Ronde van Italië in Albanië startte. In 160 kilometer moest één beklimming van de tweede categorie (naar Gracen) en tweemaal een beklimming van de derde categorie (naar Surrel) worden gedaan, alvorens het peloton in de hoofdstad Tirana finishte. De top van de laatste klim lag op minder dan twaalf kilometer van de streep. Onderweg waren ook twee tussensprints (in Papër en Elbasan) en een Red Bull kilometer in Sauk.

## Koersverloop
De eerste aanval van de dag kwam van de Italiaan Alessio Martinelli. Hierna volgde verschillende aanvallen uit het peloton om weg te geraken. De groep die weggeraakt bestond uit Sylvain Moniquet, Taco van der Hoorn, Alessandro Tonelli, Manuele Tarozzi en Alessandro Verre. In de eerste tussensprint kwam Tonelli als eerste over de streep. De tweede tussensprint werd gewonnen door zijn landgenoot Tarozzi. Op de klim naar Gracen werd de Nederlander Taco van der Hoorn gelost na een aanval van Tonelli. De Belg Sylvain Moniquet kwam als eerste boven en pakte de bergpunten.
Met nog 68 kilometer te gaan volgde een aanval van Verre in de kopgroep gevolgd door Tonelli en daarachter Tarozzi en Moniquet. Alles kwam tien kilometer verder weer samen. Tarozzi won de Red Bull kilometer in Sauk. De kopgroep werd gegrepen op 40 kilometer van het einde en voor de klim naar Surrel op het lokale parcours. Op die beklimming werden verschillende sprinters gelost waaronder Sam Bennett, Paul Magnier en Olav Kooij. De jarige Lorenzo Fortunato won de bergpunten bovenaan de klim. Bij de tweede keer van de beklimming werden ook Kaden Groves en Max Kanter gelost. Ditmaal pakte Giulio Ciccone de bergpunten bovenaan de klim.
Op 5 kilometer van het einde was er een valpartij met Mikel Landa, Geoffrey Bouchard en Corbin Strong. In de massasprint was de Deen Mads Pedersen de sterkste voor Wout van Aert en Orluis Aular.

## Uitslagen
| Durrës – Tirana (160 km) |                   |                       |          |
| Plaats                   | Naam              | Ploeg                 | tijd     |
| Winnaar                  | Mads Pedersen     | Lidl-Trek             | 3u36'24" |
| 2                        | Wout van Aert     | Visma \| Lease a Bike | z.t.     |
| 3                        | Orluis Aular      | Movistar              | z.t.     |
| 4                        | Francesco Busatto | Intermarché-Wanty     | z.t.     |
| 5                        | Tom Pidcock       | Q36.5                 | z.t.     |
| 6                        | Diego Ulissi      | XDS Astana            | z.t.     |
| 7                        | Richard Carapaz   | EF Education-EasyPost | z.t.     |
| 8                        | Max Poole         | Picnic PostNL         | z.t.     |
| 9                        | Nicola Conci      | XDS Astana            | z.t.     |
| 10                       | Davide Piganzoli  | Polti VisitMalta      | z.t.     |
|                          |                   |                       |          |
| 32                       | Wilco Kelderman   | Visma \| Lease a Bike | z.t.     |

| Algemeen klassement |                   |                       |          |
| Plaats              | Naam              | Ploeg                 | Tijd     |
| Roze trui           | Mads Pedersen     | Lidl-Trek             | 3u36'14" |
| 2                   | Wout van Aert     | Visma \| Lease a Bike | + 4"     |
| 3                   | Orluis Aular      | Movistar              | + 6"     |
| 4                   | Francesco Busatto | Intermarché-Wanty     | + 10"    |
| 5                   | Tom Pidcock       | Q36.5                 | z.t.     |
| 6                   | Diego Ulissi      | XDS Astana            | z.t.     |
| 7                   | Richard Carapaz   | EF Education-EasyPost | z.t.     |
| 8                   | Max Poole         | Picnic PostNL         | z.t.     |
| 9                   | Nicola Conci      | XDS Astana            | z.t.     |
| 10                  | Davide Piganzoli  | Polti VisitMalta      | z.t.     |
|                     |                   |                       |          |
| 32                  | Wilco Kelderman   | Visma \| Lease a Bike | z.t.     |

## Uitvallers
- Mikel Landa (Soudal Quick-Step): Landa kwam in de slotfase ten val in een afdaling en moest opgeven;[3]
- Geoffrey Bouchard (Decathlon AG2R La Mondiale Team): bij diezelfde valpartij lag ook Bouchard op de grond, waarna ook hij opgaf.[3]

1e etappe ·
2e etappe ·
3e etappe ·
4e etappe ·
5e etappe ·
6e etappe ·
7e etappe ·
8e etappe ·
9e etappe ·
10e etappe ·
11e etappe ·
12e etappe ·
13e etappe ·
14e etappe ·
15e etappe ·
16e etappe ·
17e etappe ·
18e etappe ·
19e etappe ·
20e etappe ·
21e etappe
Startlijst · Eindstanden · Afbeeldingen